# Josa analis
Josa analis är en spindelart som först beskrevs av Simon 1897.  Josa analis ingår i släktet Josa och familjen spökspindlar.
Artens utbredningsområde är Venezuela. Inga underarter finns listade i Catalogue of Life.